# Evelio Daza
Evelio José Daza Daza (Valledupar, 27 de agosto de 1957), es un abogado y político colombiano, exdecano de la Facultad de Derecho de la Universidad Nacional de Colombia y de la Universidad Libre, fue procurador general de la Nación Ad hoc, docente universitario, expresidente de la Asamblea del Cesar. Ha sido candidato al senado de la república y varias veces a la alcaldía de Valledupar. Actualmente milita en el Partido Verde.
Evelio Daza fue el abogado del cantante Diomedes Diaz durante el caso de la muerte de Doris Adriana Niño.

## Educación y docencia
Estudió en el Colegio Nacional Loperena de la ciudad de Valledupar. En 1973, Daza egresó de la Facultad de Derecho de la Universidad Nacional de Colombia donde fue becado como "mejor alumno". Luego obtuvo una especialización en ciencias penales y penitenciarias. Fue docente de Cátedra en filosofía de la Universidad Popular del Cesar.
Entre sus cargos judiciales figura haber sido Juez Penal en la ciudad de Bogotá, como Conjuez del Tribunal Nacional. Daza fue director del Departamento Docente de Derecho Penal de la Universidad Nacional.
Daza ha sido nombrado decano de la facultad de derecho de la Universidad Nacional a los 26 años de edad, y luego nuevamente decano de la facultad de derecho de la Universidad Libre de Bogotá.
Fue profesor de “Teoria del delito” y “Procesal penal” en la Universidad Nacional y Universidad Libre. También Profesor de “Criminología”, “Penal especial” y "Pruebas penales" en la Universidad Libre.
En el área de posgrado, Daza fue profesor de "Procesal penal" en la Universidad Cooperativa de Neiva. Fue profesor de "Teoría del delito" en la Universidad Católica y la Universidad Libre y catedrático de "Estructura Constitucional del Proceso" en la Universidad Católica. 
A nivel de maestría, Daza fue profesor de la cátedra "Axiologia del derecho penal" en la Universidad Libre". 
Daza se ha enfocado en el estudio de la Constitución de Colombia de 1991.
Evelio es miembro de la Asociación de Filosofía del Derecho ASOFIDE.

## Trayectoria

### Procurador general (ad hoc)
El 11 de noviembre de 1996, Evelio Daza fue nombrado como procurador ad hoc por el Senado de la república en reemplazo del procurador general de la Nación, Orlando Vásquez, quien fue destituido por la Corte Suprema de Justicia de Colombia. El Congreso de Colombia designó a Daza como delegado en los procesos disciplinarios que la Corte Suprema de Justicia le sigue a Vásquez y al fiscal Alfonso Valdivieso Sarmiento, bajo petición del entonces presidente Ernesto Samper.

### Candidato a la Alcaldía de Valledupar (2009)
Fernández logró triunfar con el apoyo de la maquinaria del partido liberal principalmente pero también logró el apoyo de sectores del Partido Conservador Colombiano, el Polo Democrático Alternativo y sectores independientes, con lo que anunciaron que se había recuperado la Administración Municipal de Valledupar, la cual había sido perdida con Rubén Carvajal, quien a su vez había reemplazado a Ciro Pupo Castro. Evelio Daza terminó en el cuarto lugar, detrás de Luis Fabian Fernández con 31 mil 229 votos (Partido Liberal Colombiano). Fredys Socarras (Partido de la U) y Eloy "Chichi" Quintero Romero (Cambio Radical).

### Disputa con familia Molina Araújo por el Festival Vallenato
Luego de ser un entrañable amigo de Consuelo Araújo, fundadora del Festival de la Leyenda Vallenata, Evelio Daza se convirtió en opositor a la organización del festival y a lo que llamó "privatización" de un evento cultura que es parte de la cultura popular. Daza criticaba que el evento cultural fuera controlado por una fundación de carácter privado, sin ánimo de lucro, bajo control de la familia Molina Araújo (Maria Mercedes, Rodolfo, Ricardo, Hernando, Andrés y Edgardo José) y no en manos de un ente cultural público. Sobre el Parque de la Leyenda Vallenata que bajo acuerdos firmados por el Concejo de Valledupar, se autorizó la entrega del Parque de la Leyenda Vallenata a una fundación de origen privado, sin ánimo de lucro. La creación del Festival Vallenato fue una idea que consolidaron Consuelo Araújo, el compositor de música vallenata Rafael Escalona y el expresidente y exgobernador del Cesar, Alfonso López Michelsen a finales de la década de 1960 para preservar el folclor vallenato.
Evelio ha sido jurado en el Festival Vallenato, en el 2001 fue uno de los jueces en el concurso que seleccionó al Rey Vallenato del acordeón, Álvaro Meza Reales.

### Abogado de Diomedes Diaz
Diomedes Diaz contrató los servicio de abogado penal de Evelio Daza tras ser acusado de la muerte de Doris Adriana Niño.

### Secretario de Gobierno del Cesar
Daza fue nombrado Secretario de Gobierno Departamental del Cesar, por el gobernador Cristian Moreno Panezo el 10 de febrero de 2011 durante ceremonia celebrada en el auditorio ‘Luís Rodríguez Valera’ de la Gobernación del Cesar. Daza fue nombrado como cuota política del cuestioando empresario Nelson Gnecco Cerchar.
Casi al finalizar el gobierno Moreno Panezo, Daza admitió ante la Asamblea Departamental que hubo corrupción en la administración departamental, específicamente con los contratos en relación con el Programa Departamental. Daza se deslindó de la corrupción y aseguró que el contrato “era apenas un contratito, una chichigua, porque allí todos los contratos eran de 2000, 3000 y 4000 mil millones de pesos”.
Durante su gestión como secretario de gobierno en la administración de Moreno Panezo, Evelio logró iniciar la gestión para la construcción de la sede de la Universidad Nacional de Colombia en el municipio de La Paz (Cesar).

### Candidato al senado de la república (2014)
En el 2014, Daza se fue postulado como candidato al senado por el Partido Verde a las Elecciones legislativas pero no fue elegido.

### Candidato a la Alcaldía de Valledupar (2015)
El 7 de julio de 2015, Antonio Sanguino, jefe del Partido Verde, entregó el aval del partido a Evelio Daza, luego de una puja interna ante los también aspirantes, Rodolfo Quintero Romero y Yarime Lobo.

## Publicaciones
- El saber en el Estado social de derecho. En: Filosofía del derecho y filosofía social. Memorias del tercer congreso nacional, Barranquilla. 2004.